# Девід Лі Сміт
Девід Лі Сміт (англ. David Lee Smith, нар. 8 вересня 1963) — американський актор, відомий за роль Джона Олдмена, головного героя науково-фантастичного фільму 2007 р. Людина з планети Земля; він знявся разом з Джоном Біллінгслі і Тоні Тоддом. З'явився також в інших фільмах, в тому числі Бійцівський клуб, і десятках телеепізодів в ролі другорядних персонажів, таких як сержант Рік Стетлер в т/с CSI: Маямі.

## Біографія
Сміт народився в Бірмінгемі, штат Алабама, і відвідував старшу школу Бенкс. Закінчив університет штату Алабама і Південний методистський університет.

## Фільмографія
- 2017 Людина з планети земля 2 Джон Олдмен
- 2010 Джені Джонс — директор Дикерсон
- 2009 Ляльковий дім — Клей Корман
- 2007 Людина з планети Земля — Джон Олдмен
- 2003-2010 CSI: Маямі — сержант Рік Стетлер
- 2002 Пам'ятна прогулянка — доктор Картер
- 2002 Божественні таємниці сестричок Я-Я — молодший Шеп Волк
- 1999 Бійцівський клуб — Волтер
- 1997 Гола правда — Марк
- 1997 Зоряний шлях: Вояжер — Захір
- 1996 Саванна — Вінсент Мессік